# Разіель
Разіель (івр. רָזִיאֵל; букв. «Бог — моя таємниця») — ангел у єврейській міфології, відомий, переважно, із кабалістичних джерел. Згідно з Каббалою, це ангел магії, який навчив людей астрології, ворожінню та використанню амулетів.

## В Каббалі
Різні вчення призначають Разіелю різноманітні ролі, вважаючи його херувимом, офанімом або вождем ерелімів.
Разіель під альтернативним іменем Галліцур (івр. גַּלִּיצוּר, «Відкривач Скелі») описується як «правлячий князь 2-го Неба». Вважається, що він тлумачить «божественну мудрість Тори» і захищає ангелів-служителів від живих вогняних істот гайот, які підтримують всесвіт.

## Сефер Разіель га-Малах
Разіелю приписують авторство книги «Сефер Разіель га-Малах» (Книга ангела Разіеля). Містики вважають, що книга містить таємні знання. Згідно з повір'ями, Разіель стоїть біля Божого престолу, тому чує і записує все, що там говорять і обговорюють. Він дав книгу Адаму та Єві після того, як вони їли із забороненого дерева пізнання добра і зла (що призвело до їх вигнання з Едемського саду), щоб вони могли знайти дорогу «додому» та краще зрозуміти свого Бога. Інші ангели були глибоко стурбовані цим, тому вкрали книгу в Адама та викинули її в океан. Сам Бог вирішив не карати Разіеля, а натомість наказав Рахав знайти книгу і повернути її Адаму та Єві.
Згідно з деякими джерелами, книга передавалася з покоління в покоління Еноху, який, можливо, додав до неї свої власні твори. Від Еноха архангел Рафаїл передав його Ноєві, який використав її мудрість, щоб побудувати Ноїв ковчег. Припускають, що «Книгою Разіеля» володів цар Соломона.
Історики розглядають книгу як середньовічну працю, яка скоріш за все походить з середовища ашкеназьких хасидів, оскільки цитування з неї почали траплятися лише з XIII сторіччя. Проте, її окремі частини, безсумнівно, є старішими.